# (6771) Foerster
(6771) Foerster ist ein Asteroid des inneren Hauptgürtels, der am 9. März 1986 vom schwedischen Astronomen Claes-Ingvar Lagerkvist am Siding-Spring-Observatorium (IAU-Code 413) nahe Coonabarabran in Australien entdeckt wurde.
Der Himmelskörper wurde am 26. Oktober 1996 nach dem deutschen Astronomen, Wissenschaftsorganisator, Wissenschaftspublizist und Pazifisten Wilhelm Foerster (1832–1921) benannt, der von 1865 bis 1903 Direktor der Berliner Sternwarte und von 1858 bis 1920 an der Humboldt-Universität zu Berlin lehrte und 1888 zusammen mit Werner von Siemens und Max Wilhelm Meyer die astronomische Gesellschaft Urania gründete, deren Aufsichtsratsvorsitzender er wurde.